# ロバート・ニュードソン
ロバート・ニュードソン（Robert Knudson, 1925年9月29日 - 2006年1月21日）は、アメリカ合衆国のレコーディング・エンジニアである。1963年から1995年までに100作品以上にクレジットされた。アカデミー録音賞には10回ノミネートされ、3回受賞した。

## 受賞とノミネート
| 賞           | 年   | 部門   | 作品名               | 結果       |
| ------------ | ---- | ------ | -------------------- | ---------- |
| アカデミー賞 | 1972 | 録音賞 | キャバレー           | 受賞       |
| アカデミー賞 | 1973 | 録音賞 | エクソシスト         | 受賞       |
| アカデミー賞 | 1976 | 録音賞 | スター誕生           | ノミネート |
| アカデミー賞 | 1977 | 録音賞 | 恐怖の報酬           | ノミネート |
| アカデミー賞 | 1977 | 録音賞 | 未知との遭遇         | ノミネート |
| アカデミー賞 | 1978 | 録音賞 | グレートスタントマン | ノミネート |
| アカデミー賞 | 1979 | 録音賞 | 1941                 | ノミネート |
| アカデミー賞 | 1982 | 録音賞 | E.T.                 | 受賞       |
| アカデミー賞 | 1987 | 録音賞 | 太陽の帝国           | ノミネート |
| アカデミー賞 | 1988 | 録音賞 | ロジャー・ラビット   | ノミネート |